# صفحه اقیانوس آرام

صفحهٔ اقیانوس آرام

صفحهٔ اقیانوس آرام (به انگلیسی: Pacific Plate) یک صفحهٔ زمین‌ساخت اقیانوسی است که در زیر اقیانوس آرام جای دارد و سطحی برابر با ۱۰۳ میلیون کیلومتر مربع را در بر می‌گیرد. این صفحه گسترده‌ترین صفحهٔ زمین‌ساخت بشقابی است.
لبه‌های شمالی و جنوبی این صفحه هر دو از نوع مرز واگرا (divergent boundary) است. تفتگاه مربوط به جزایر هاوایی مربوط به همین صفحه‌است.